# Tettilobus gorochovi
Tettilobus gorochovi är en insektsart som beskrevs av Podgornaya 1992. Tettilobus gorochovi ingår i släktet Tettilobus och familjen torngräshoppor. Inga underarter finns listade i Catalogue of Life.